# Koválov
Koválov (allemand : Kowalau ) est un village de Slovaquie situé dans la région de Trnava.

## Histoire
La première mention écrite du village date de 1392.

## Démographie

### Évolution de la population
| Année:               | 1994. | 2004.   | 2014.   | 2024.   |
| -------------------- | ----- | ------- | ------- | ------- |
| Nombre de personnes: | 646   | 656     | 706     | 677     |
| Différence:          |       | +1,54 % | +7,62 % | -4,10 % |

| Année:               | 2023. | 2024.   |
| -------------------- | ----- | ------- |
| Nombre de personnes: | 684   | 677     |
| Différence:          |       | -1,02 % |